# Rockhill (Pensilvania)
Rockhill Furnace es un borough ubicado en el condado de Huntingdon en el estado estadounidense de Pensilvania. En el año 2000 tenía una población de 414 habitantes y una densidad poblacional de 511 personas por km².

## Geografía
Rockhill Furnace se encuentra ubicado en las coordenadas 40°14′35″N 78°54′2″O / 40.24306, -78.90056.

## Demografía
Según la Oficina del Censo en 2000 los ingresos medios por hogar en la localidad eran de $27,639 y los ingresos medios por familia eran $36,250. Los hombres tenían unos ingresos medios de $31,125 frente a los $20,375 para las mujeres. La renta per cápita para la localidad era de $15,376. Alrededor del 13.8% de la población estaba por debajo del umbral de pobreza.